# Alpensia skidskyttearena

Alpensia skidskyttearena är en skidskytteanläggning vid Alpensia resort i Pyeongchang, Sydkorea. Anläggningen användes för tävlingar i skidskytte under olympiska vinterspelen 2018.

## Historia
Arenan invigdes första gången 1998 men byggdes under 2007 om inför världsmästerskapen i skidskytte 2009. Knappt en månad efter att anläggningen var klarbyggd anordnades en världscuphelg i skidskytte. Mellan 2015 och 2017 gjordes ytterligare ombyggnationer inför olympiska vinterspelen 2018.